# Rerewhakaupoko Island
Rerewhakaupoko Island, auch Solomon genannt, ist eine Insel vor Stewart Island in der Region Southland im Süden der Südinsel von Neuseeland.

## Geographie
Rerewhakaupoko Island befindet sich westlich der Südwestspitze von Stewart Island und im mittleren Teil einer der fünf Inselgruppen der Titi/Muttonbird Islands, die im Südwesten von Stewart Island liegt. Die Insel liegt ungefähr 1,8 km westlich der Küste von Stewart Island und umfasst eine Fläche von rund 30 Hektar. Dabei weist sie eine Länge von rund 910 m in Ost-West-Richtung auf und kommt auf eine maximale Breite von rund 485 m in Nord-Süd-Richtung. Die höchste Erhebung befindet sich mit 70 m etwas östlich der Inselmitte.
Die beiden am nächstenliegenden Inseln sind Pukeweka Island, rund 70 m südlich und Taukihepa/Big South Cape Island rund 175 m südlich. Westlich ist noch Putauhina Island in einer Entfernung von rund 2,3 km zu finden und nördlich direkt an Rerewhakaupoko Island angrenzend befinden sich über eine Länge von rund 650 m eine Reihe von Felseninseln. Dahinterliegend, ca. 900 m von Rerewhakaupoko Island in nordnordöstlicher Richtung entfernt, befindet sich Pukuparara Island und nach weiteren rund 800 m Kaimohu Island.